# Sierra de las Ánimas
La Sierra de las Ánimas és una serralada de l'Uruguai que comença al departament de Lavalleja i que segueix en direcció sud cap al departament de Maldonado. Inclou un dels punts més alts de l'Uruguai, el Cerro de las Ánimas (501 msnm), el qual es troba entre les poblacions de Gregorio Aznárez i Las Flores. És l'única elevació geogràfica d'origen volcànic del país.
És una branca de la Cuchilla Grande que s'estén cap al nord i nord-est pels departaments de Treinta y Tres i Cerro Largo.